# NGC 2984
NGC 2984 = IC 556 ist eine linsenförmige Galaxie vom Hubble-Typ S0 im Sternbild Löwe an der Ekliptik. Sie ist schätzungsweise 270 Millionen Lichtjahre von der Milchstraße entfernt und hat einen Durchmesser von etwa 60.000 Lichtjahren.
Im selben Himmelsareal befinden sich die Galaxien IC 552 und IC 557.
Das Objekt wurde am 15. März 1784 von dem deutsch-britischen Astronomen Wilhelm Herschel entdeckt.